# Not Afraid
Not Afraid je píseň amerického rappera Eminema. Píseň pochází z jeho sedmého alba Recovery. Produkce se ujal producent Boi-1da. Na 53. předávání cen Grammy, v roce 2011, píseň vyhrála cenu za nejlepší rapový sólo počin.

## Hitparáda
| Země           | Umístění |
| -------------- | -------- |
| Austrálie      | 4        |
| Česko          | 10       |
| Kanada         | 1        |
| Irsko          | 3        |
| Francie        | 15       |
| Velká Británie | 5        |
| USA            | 1        |
| Nový Zéland    | 8        |
| Evropa         | 8        |
| Německo        | 9        |

| "OMG" od Usher featuring will.i.am                 | USA #1 hity 22. května~29. května 2010       | "OMG" od Usher featuring will.i.am                    |
| "Break Your Heart" od Taio Cruz featuring Ludacris | Kanadské #1 hity 22. května~29. května~ 2010 | "California Gurls" od Katy Perry featuring Snoop Dogg |